# Блейк, Эммет Рейд
Эммет Рейд Блейк (29 ноября 1908 — 10 января 1997) — американский орнитолог, коллектор, куратор отделения птиц в чикагском Филдсовском музее естественной истории. Совершал экспедиции в Южную Америку и собрал около 20 000 образцов птиц. Описал несколько новых видов. Написал большую книгу о птицах Мексики и начал работу над пятитомным трактатом о птицах Неотропики. Первый том увидел свет при жизни автора, работа над остальными была закончена другими людьми.

## Биография
Блейк родился и вырос в Южной Каролине. Ещё ребёнком заинтересовался природой, бродя по лесам. Родственник научил его препарировать птиц. В колледже привычка собирать животных, в том числе рептилий, привела к тому, что молодой человек носил кличку «Снейки», хотя позже друзья будут называть его Бобом.
Занимался боксом. В конце Второй мировой войны служил в контрразведке, находясь в Северной Африке. Награждён медалью «Пурпурное сердце».
В 1953 году опубликовал книгу «Birds of Mexico».
Состоял в браке с Маргарет Берд (Margaret Bird), у них было две дочери.
Скончался в Эванстоне (штат Иллинойс).